# Porites annae
Porites annae là một loài san hô trong họ Poritidae. Loài này được Crossland mô tả khoa học năm 1952.